# Septoria cruciatae
Septoria cruciatae är en svampart som beskrevs av Roberge ex Desm. 1847. Septoria cruciatae ingår i släktet Septoria och familjen Mycosphaerellaceae.   Inga underarter finns listade i Catalogue of Life.